# IC 5142
IC 5142 је спирална галаксија у сазвјежђу Индијанац која се налази на листи објеката дубоког неба у Индекс каталогу.
Деклинација објекта је - 65° 30' 37" а ректасцензија 21h 55m 20,1s. Привидна величина (магнитуда) објекта IC 5142 износи 13,8 а фотографска магнитуда 14,5. Налази се на удаљености од 79,437 милиона парсека од Сунца. IC 5142 је још познат и под ознакама ESO 108-6, PGC 67640.